# Dietmar Richter-Reinick
Dietmar Richter-Reinick (* 12. Dezember 1935 in Berlin; † 14. September 1997 ebenda) war ein deutscher Schauspieler und Synchronsprecher.

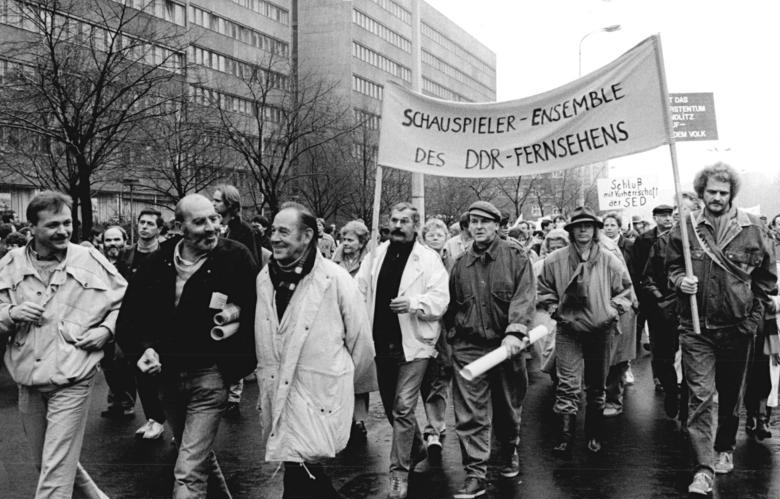
Dietmar Richter-Reinick während der Alexanderplatz-Demonstration 1989 (erste Reihe, dunkle Jacke; rechts daneben Herbert Köfer)

## Leben und Karriere
Dietmar Richter-Reinick war der Sohn des Schauspielers und Regisseurs Walter Richter-Reinick, an dessen Seite er in den 1940er-Jahren erste Kinderrollen spielte. Bis zu seinem Bühnendebüt im Jahr 1962 arbeitete er als Kellner, Inspizient, Puppenspieler und Aufnahmeleiter beim Deutschen Fernsehfunk (DFF) und nahm privaten Schauspielunterricht. Bis zum Jahr 1969 spielte er an verschiedenen Bühnen der DDR, wie beispielsweise in Görlitz, Senftenberg und in Wittenberg.
Von 1969 bis zur Abwicklung im Jahr 1991 gehörte er dem Ensemble des DFF an. Richter-Reinick galt als vielseitiger, natürlicher Darsteller, der vor allem in Kino- und Fernsehproduktionen mit Gegenwartsbezug auftrat. Er wurde vom Publikum nicht zuletzt als Komödiant geschätzt, was ihn aber nicht davon abhielt, auch schwierige und dramatische Rollen zu spielen. Besonders hervorzuheben sind hier Frank Beyers Rottenknechte (1970), Herbert Ballmanns Eva und Adam und Egon Günthers Erziehung vor Verdun (1973). Der Kinderfilm war auch eines seiner bevorzugten Wirkungsgebiete. Als Schauspieler vor der Kamera wirkte er in über 90 Film-und-Fernsehproduktionen mit.
Beim DFF engagierte sich Richter-Reinick auch in der Gewerkschaft.
Daneben arbeitete Richter-Reinick umfangreich als Synchronsprecher und lieh seine Stimme unter anderem dem „Kriminalkommissar Jensen“ (Axel Strøbye) in insgesamt sieben Filmen um die beliebte Olsenbande, Bourvil (in der DEFA-Synchronisation von Die Abenteuer der drei Musketiere) sowie dem geheimnisvollen „Raucher“ (William Bruce Davis) in der Mystery-Serie Akte X. Nach seinem Tod übernahm Thomas Kästner diese Rolle.
Er war mit der Tänzerin, Schauspielerin und Kabarettistin Hannelore Erle verheiratet. Aus der Ehe ging eine Tochter hervor. Dietmar Richter-Reinick starb im September 1997 im Alter von 61 Jahren.

## Filmografie (Auswahl)
- 1962: Tanz am Sonnabend – Mord?
- 1965: Der Staatsanwalt hat das Wort: Das Haus am See (Fernsehfilm-Reihe)
- 1966: Die Söhne der großen Bärin
- 1966: Spur der Steine
- 1967: Blaulicht (Fernsehserie, 1 Folge)
- 1968: Spur des Falken
- 1969: Die Pferdekur
- 1970: Meine Stunde Null
- 1970: He, Du!
- 1971: Rottenknechte
- 1972: Polizeiruf 110: Blutgruppe AB (Fernsehfilm-Reihe)
- 1972: Polizeiruf 110: Minuten zu spät (Fernsehfilm-Reihe)
- 1973: Polizeiruf 110: In der selben Nacht (Fernsehfilm-Reihe)
- 1973: Eva und Adam
- 1973: Die Legende von Paul und Paula
- 1975: Fischzüge
- 1975: Geschwister
- 1975: Polizeiruf 110: Der Mann (Fernsehfilm-Reihe)
- 1976: Hostess
- 1976: So ein Bienchen
- 1977: Zur See (Fernsehserie, 1 Folge)
- 1978: Brandstellen
- 1978: Hiev up
- 1979: Pinselheinrich
- 1979: Plantagenstraße 19
- 1980: Die Schmuggler von Rajgrod
- 1980: Komödianten-Emil
- 1980: Der Direktor
- 1981: Polizeiruf 110: Nerze (Fernsehfilm-Reihe)
- 1981: Polizeiruf 110: Alptraum (Fernsehfilm-Reihe)
- 1981: Nora S.
- 1981: Der Staatsanwalt hat das Wort: Nie bist du da (Fernsehfilm-Reihe)
- 1981: Polizeiruf 110: Trüffeljagd (Fernsehfilm-Reihe)
- 1982: Polizeiruf 110: Der Unfall (Fernsehfilm-Reihe)
- 1983: Moritz in der Litfaßsäule
- 1984: Familie intakt
- 1985: Die Leute von Züderow (Fernsehserie)
- 1986: Das Schulgespenst
- 1986: Polizeiruf 110: Parkplatz der Liebe (Fernsehfilm-Reihe)
- 1986: Ferienheim Bergkristall: Das ist ja zum Kinderkriegen (Fernsehschwank-Reihe)
- 1987: Polizeiruf 110: Der Tote zahlt (Fernsehfilm-Reihe)
- 1987: Kiezgeschichten (Fernsehserie)
- 1989: Polizeiruf 110: Katharina (Fernsehfilm-Reihe)
- 1990: Polizeiruf 110: Abgründe (Fernsehfilm-Reihe)
- 1991: Polizeiruf 110: Todesfall im Park (Fernsehfilm-Reihe)
- 1991: Luv und Lee (Fernsehserie)
- 1993: Der Landarzt  (Fernsehserie, 1 Folge)
- 1993: Zirri – Das Wolkenschaf
- 1994: Liebling Kreuzberg (Fernsehserie, 1 Folge)

## Hörspiele
- 1963: Brüder Grimm: Schneewittchen (Erzähler) – Regie: Karl-Heinz Möbius (Kinderhörspiel – Litera)
- 1963: Walter Krumbach: Die gestohlenen Ostereier (Osterhasenbrigadier)  – Regie: Renate Thormelen (Kinderhörspiel – Litera)
- 1966: Brüder Grimm: Von einem, der auszog, das Fürchten zu lernen (Hans) – Regie: Werner Schurbaum (Kinderhörspiel – Litera)
- 1967: James Fenimore Cooper: Der letzte Mohikaner (Indianer) – Regie: Dieter Scharfenberg (Hörspiel – Litera)
- 1969: Brüder Grimm: Der Wolf und der Mensch (Erzähler) – Regie: Werner Schurbaum (Kinderhörspiel – Litera)
- 1969: Brüder Grimm: Das Hirtenbüblein (Erzähler) – Regie: Werner Schurbaum (Kinderhörspiel – Litera)
- 1969: Brüder Grimm: Der Fuchs und die Katze (Erzähler) – Regie: Werner Schurbaum (Kinderhörspiel – Litera)
- 1970: Robert Louis Stevenson: Der Flaschenteufel (Lopeka) – Regie: Dieter Scharfenberg (Kinderhörspiel – Litera)
- 1971: Heinrich Mann: Die Vollendung des Königs Henri Quatre – Regie: Fritz Göhler (Hörspiel – Rundfunk der DDR)
- 1973: Arne Leonhardt: Schach der Dame oder Wie ich zu einem Mann kommen sollte (Wirt) – Regie: Werner Grunow (Hörspiel – Rundfunk der DDR)
- 1981: Peter Gauglitz: Chesterfield (Carl Schlutthoff) – Regie: Joachim Gürtner (Hörspielreihe: Fälle des Kriminalanwärters Marzahn, Nr.:10 – Rundfunk der DDR)
- 1982: Hans Siebe: Der Tote im fünften Stock (Liebedank) – Regie: Barbara Plensat (Kriminalhörspiel – Rundfunk der DDR)